# Judy Richardson
Judy Richardson (1961) è un'ex sciatrice alpina canadese.

## Biografia
Ai Campionati canadesi la Richardson vinse il titolo nazionale nello slalom gigante e nella combinata ne 1979; non prese parte a rassegne olimpiche né ottenne piazzamenti in Coppa del Mondo o ai Campionati mondiali.

## Palmarès

### Campionati canadesi
- 2 ori (slalom gigante, combinata nel 1979)[2]